# 海南省人民检察院
海南省人民检察院是中华人民共和国海南省的检察机关，现任检察长为张毅。

## 历史沿革
1954年初，海南岛区党委开始着手人民检察署的组建工作。1954年4月，成立广东省人民检察署海南分署。1954年9月，改称广东省人民检察院海南分院，时任海南行政公署公安局长罗鹏兼任检察长。1968年，受文化大革命影响，全海南行政区各级人民检察院被撤销。1978年3月，第五届全国人大通过的《宪法》第二章第四十三条，规定重新设置人民检察院。1978年8月20日，广东省人民检察院海南分院正式挂牌办公，受广东省人民检察院领导。
1988年4月，海南建省。1988年5月，成立海南省人民检察院筹备领导小组。1988年9月6日，海南省人民检察院正式挂牌办公。

## 历任领导
历任检察长
| 姓名   | 任期                  | 备注  |
| ------ | --------------------- | ----- |
| 李天相 | 1988年8月－1993年2月  |       |
| 秦醒民 | 1993年2月－2002年5月  |       |
| 张德利 | 2003年2月－2007年12月 | [ 4 ] |
| 马勇霞 | 2008年2月－2012年8月  | 女    |
| 贾志鸿 | 2013年2月－2018年1月  | [ 7 ] |
| 路志强 | 2018年1月－2021年1月  | [ 8 ] |
| 张毅   | 2021年1月－           |       |